# Palazzo Roncalli (Bergamo)
(Pasino Locatelli)
Palazzo Roncalli si trova in piazza Mascheroni nella parte alta della città di Bergamo, all'interno della Cittadella viscontea e venne costruito per volontà della Repubblica di Venezia nel XVI secolo. 

## Storia
La famiglia Roncalli si stabilì a Bergamo nei XIV secolo risultando infatti presente nel 1353 nella vicinia di Sant'Andrea, nel 1472 in quella di San Lorenzo. La famiglia acquistò differenti soprannomi, come Negro e Biagini. Nel XVI secolo Roncalli del Negro abitava una casa in via Pignolo 74 e 76 proprietà proveniente da Marco di Guglielmo Roncalli. Abitarono via Pignolo con altre famiglie di mercanti che si erano arricchiti con la vendita di panni di lana. Probabilmente furono i promotori di questa moda che vide l'arrivo nel borgo di altri borghesi come i Casotti de Mazzoleni con i quali erano probabilmente imparentati.
Il fabbricato doveva avere funzione di loggia e magazzino della mercanzia che giungeva in Bergamo dalla Val Brembana e dalla parte bassa della città. Il progetto iniziale, del 1520, su un preesistente fabbricato, forse originariamente preceduto esso stesso in epoca romana da spazio destinano a Forum Boarium, venne affidato a Andrea di Giacomo Ziliolo mentre per la realizzazione si curarono Pietro Isabello e a Francesco Cleri. L'immobile venne realizzato in adiacenza alle mura Viscontee erette dai milanesi nel 1300 per cingere la Cittadella militare, inglobandone una porzione contenente una delle sue undici torri di guardia, torre ancora esistente seppur di proprietà privata (delle alte 10 torri della struttura viscontea ne sono sopravvissute solamente altre due, poi di proprietà comunale). Subì nel tempo varie modifiche, venendo acquistato dalla famiglia Sonzogno nel XVIII secolo che lo modificò su progetto di Ferdinando Caccia e di Giovanni Francesco Lucchini.
Nell'appartamento sito al piano nobile del Palazzo nella notte tra il 12 e il 13 marzo del 1797 venne firmato l'accordo per il ritiro di Venezia da Bergamo con la conseguente nascita della Repubblica autonoma di Bergamo la cui breve storia si concluse poco tempo dopo con l'arrivo dei francesi.
Successivamente il palazzo cambiò di proprietà passando dagli Albani ai Roncalli e dal XVII secolo  una parte fu acquisita alla famiglia Benaglio, diventando abitazione privata.
La ristrutturazione del Novecento è uno degli esempi di ristrutturazione che risolve la necessità di modernizzare pur mantenendo le caratteristiche storiche e architettoniche delle facciate.

## Architettura
L'edificio a pianta poligonale irregolare, è composto da più fabbricati, si presenta su tre piani più il mezzanino, con il tetto a più falde, e con un cortile all'interno a forma irregolare. La parte che si affaccia su via Mascheroni è simmetrica, al piano terra vi sono alte aperture, due rotonde e quattro quadrate, il portale è ad arco a tutto sesto, con due colonne laterali che sorreggono il balconcino.
Il primo piano presenta cinque aperture con cimasa sporgete, e al mezzanino quattro aperture quadrate, mentre il piano successivo riprende le medesime finestre di quello precedente. Il cornicione sotto gronda ha mensole separate. La parte di fabbricato che si trova in via san Salvatore presenta le medesime apertura ma meno elaborate.

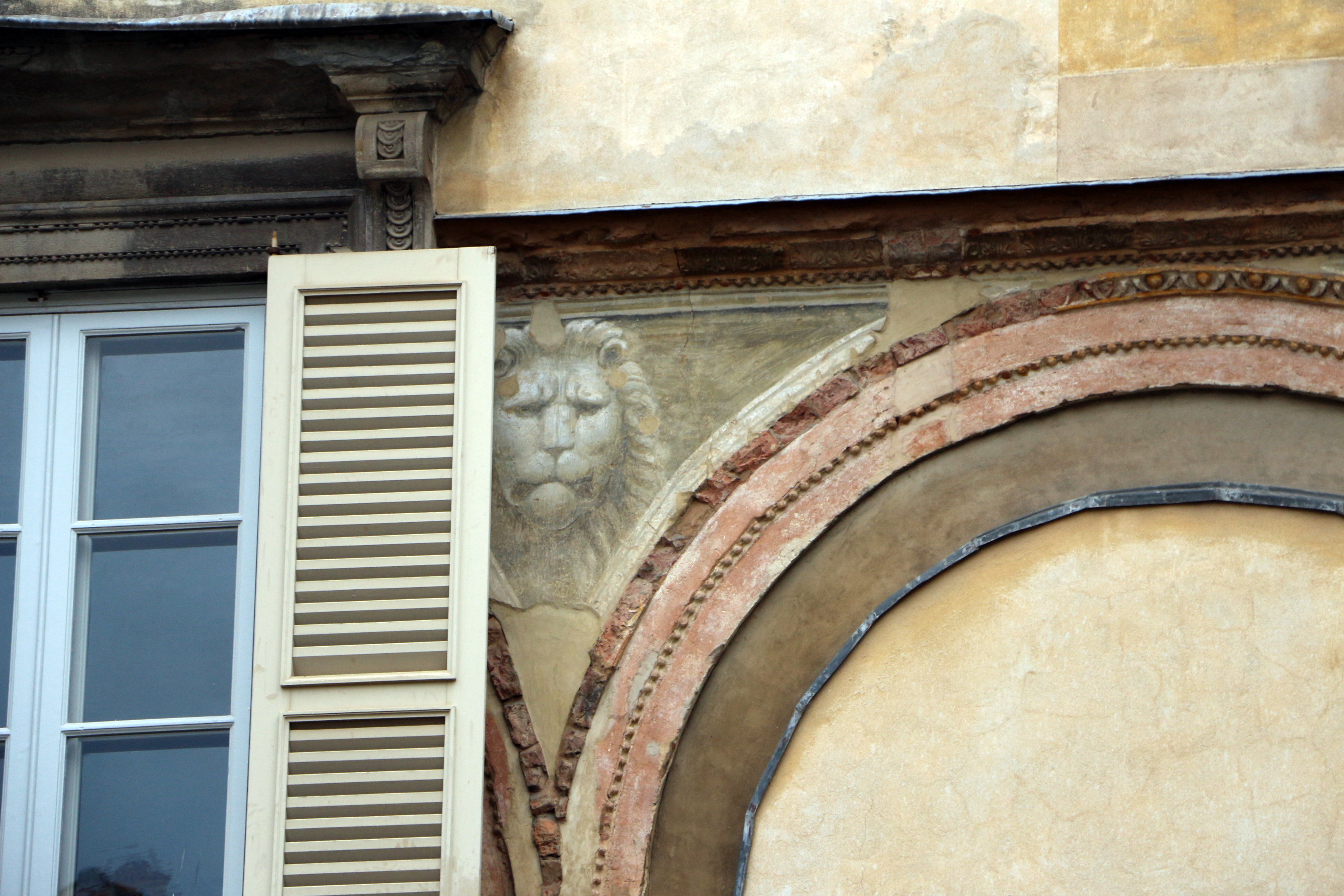
Palazzo Roncalli, affresco di Giovanni Cariani

Le facciate presentano affreschi tornati alla luce dopo i restauri del 1981 condotti da Francesco Gilardi, anche grazie a alcuni cedimenti del vecchio intonaco, affreschi che si pensavano perduti ma che erano documentati da diverse fonti con il termine la loza (la loggia) risalente al XVI secolo. 

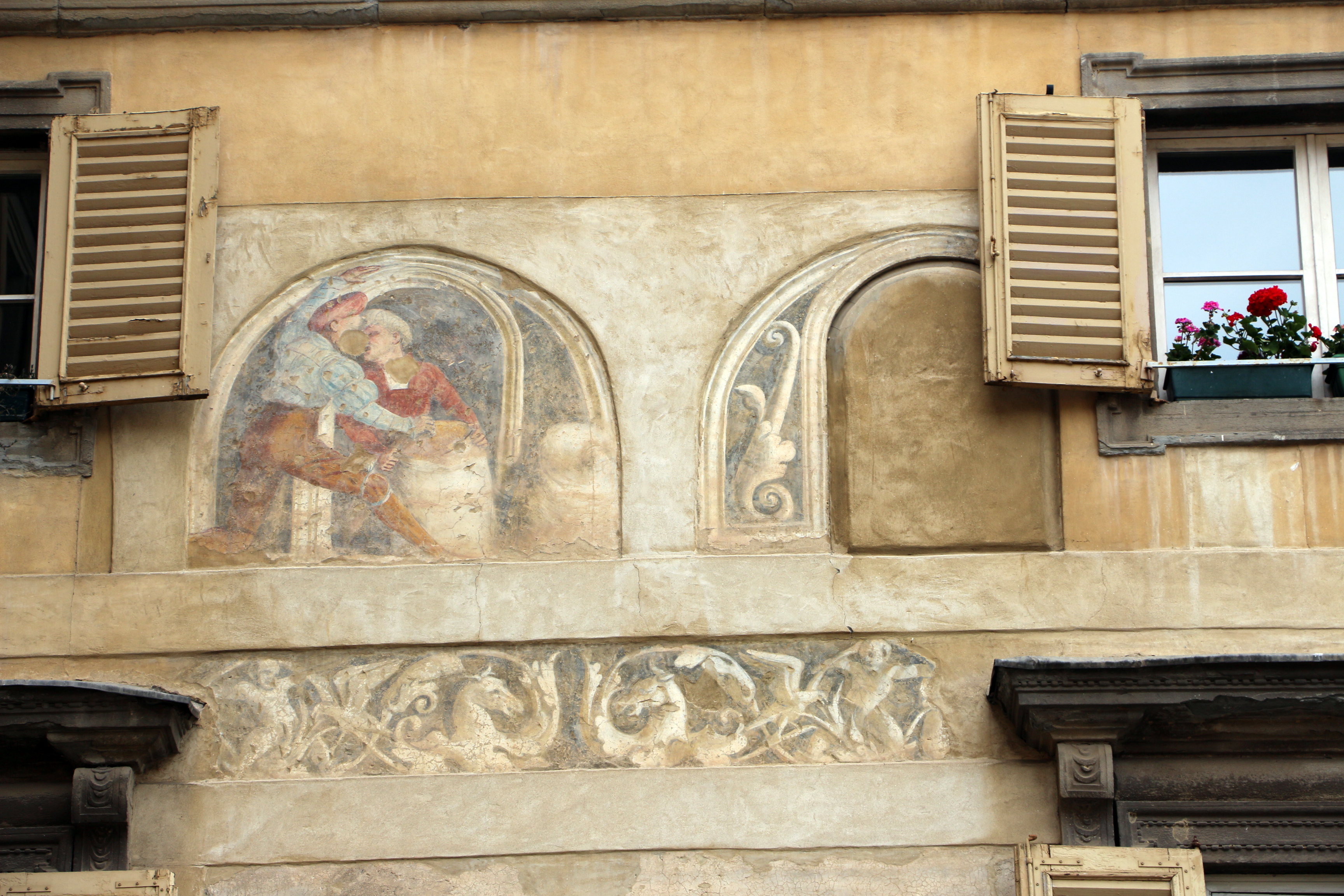
Palazzo Roncalli, con loggia mercantile del 1520

Gli affreschi sulle facciate eseguiti a opera di Giovanni Busi che fu allunno del Giorgione, sono disposti in un ordine non preordinato, così viene citato La loza e la fazzada nova sopra la piazza nova verso la Cittadella fu dipinta da Zuan di Busi Bergamasco. Vi sono raffigurate due teste leonine, un giovane con uno scettro, una Venere purtroppo molto danneggiata, un suonatore di flauto, e due garzoni che spostano sacchi di granaglie. Quest'ultimo potrebbe, a causa di una parte mancante, essere scambiato per il bacio tra due personaggi, e non la vicinanza di due giovani che spostano sacchi. Sulla parte di palazzo che era casa Benaglio vi è l'affresco della bella Ciprigna. Al di sotto degli affreschi un fregio monocromo raffigurante girali fantastici con putti, cavalli e uccelli.